# Pietro Rota (Lucca)
Pietro Rota (* um 1600 in Ravenna; † 12. Februar 1657 in Rom) war ein italienischer Geistlicher.
Papst Innozenz X. ernannte ihn am 27. Juni 1650 zum Bischof von Lucca. Kardinal Marcantonio Franciotti, sein Vorvorgänger als Bischof von Lucca, spendete ihm am 3. Juli 1650 die Bischofsweihe. Mitkonsekratoren waren Luca Torreggiani, Erzbischof von Ravenna, und Ranuccio Scotti Douglas, ehemaliger Bischof von Borgo San Donnino.